# Jon Sammels

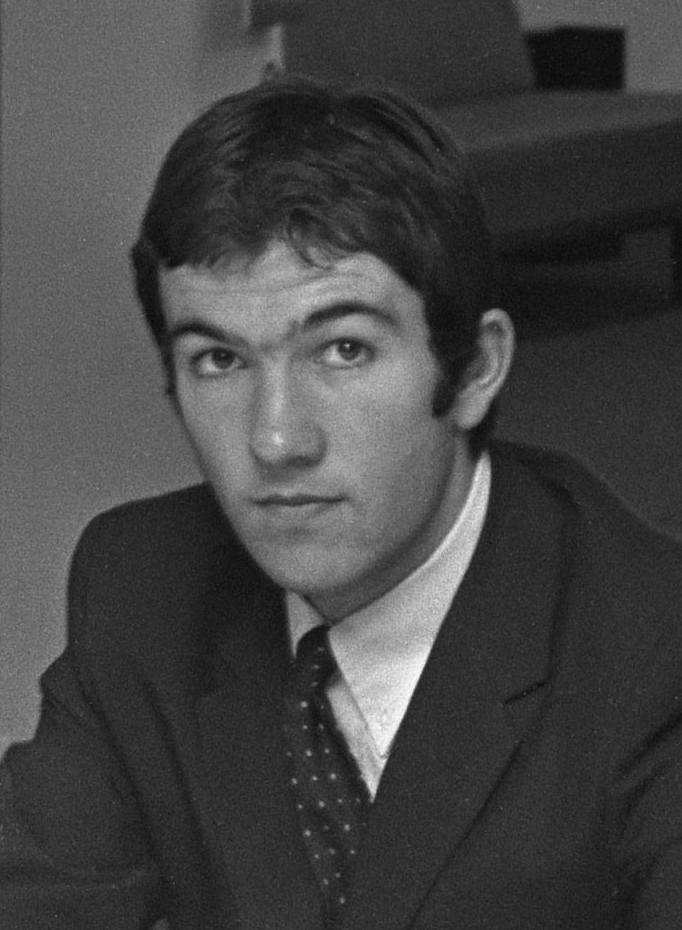
Jon Sammels im Jahr 1967

Jonathon Charles „Jon“ Sammels (* 23. Juli 1945 in Ipswich) ist ein ehemaliger englischer Fußballspieler.

## Leben und Karriere
Sammels begann seine Karriere bei FC Arsenal, seinem Lieblingsverein, als Jugendlicher 1961. Nach zwei relativ erfolgreichen Jahren als Spieler der Reserve- und Jugendmannschaften kam er am 27. April 1963 zu seinem Pflichtspieldebüt für die Gunners. Anfangs noch Probleme mit dem Stammplatz konnte sich der Mittelfeldspieler, mit Stärken wie einem guten Schuss, Übersicht und Technik, beim FC Arsenal durchsetzen. Sammels war bis zum UEFA-Cup-Erfolg 1970 Stammspieler. Im darauffolgenden Double-Jahr war er nur mehr Ersatzspieler und beschloss im Jahr 1971 zu Leicester City zu wechseln. Die nächsten sieben Jahre seiner Karriere spielte er bei Leicester. 1978 ging er für ein Jahr nach Kanada, um die Vancouver Whitecaps zu unterstützen. Im nächsten Jahr beendete Sammels seine Karriere und kehrte nach England zurück. Heute arbeitet Jon Sammels als Fahrlehrer im Londoner Stadtteil Leicester.

### Stationen
- FC Arsenal (1961–1971) (270 Einsätze / 52 Tore)
- Leicester City (1971–1978) (265 / 25)
- Vancouver Whitecaps (1978–1979)

### Erfolge
- 1 × englischer Meister mit dem FC Arsenal (1971)
- 1 × englischer Pokalsieger mit dem FC Arsenal (1971)
- 1 × Messestädte-Pokalsieger mit dem FC Arsenal (1970)